# Огублений голосний переднього ряду високого підняття
Огублений голосний переднього ряду високого піднесення (англ. Close front rounded vowel) — один з голосних звуків, дев'ятий з основних голосних звуків.
Інколи називається огубленим переднім високим голосним.
- У Міжнародному фонетичному алфавіті позначається як [y].
- У Розширеному фонетичному алфавіті SAM позначається також як [y].

Українською на письмі передається як і або ю.

## Писемність
У кириличних системах використовують диграф уь або літери ӱ та ү.
У німецькій, естонській, баскській і турецькій латиниці позначають знаком ü, в інших передають через u, ú чи y.

## Приклади
- Закарпатський говір української мови: мӱст [myst̪] (міст)
- Французька мова: mur [myʁ] (стіна)
- Фінська мова: yksi [yksi] (один)